# Ǵermo
Pour les articles homonymes, voir Germo.
Ǵermo (en macédonien Ѓермо, en albanais Gjerme) est un village du nord-ouest de la Macédoine du Nord, situé dans la municipalité de Tetovo. Le village comptait 962 habitants en 2002. Il est majoritairement albanais.

## Démographie
Lors du recensement de 2002, le village comptait :
- Albanais : 960 ;
- autres : 2.